# Hydrovatus scholaeus
Hydrovatus scholaeus är en skalbaggsart som beskrevs av Guignot 1958. Hydrovatus scholaeus ingår i släktet Hydrovatus och familjen dykare. Inga underarter finns listade i Catalogue of Life.